# 雷根博根湖

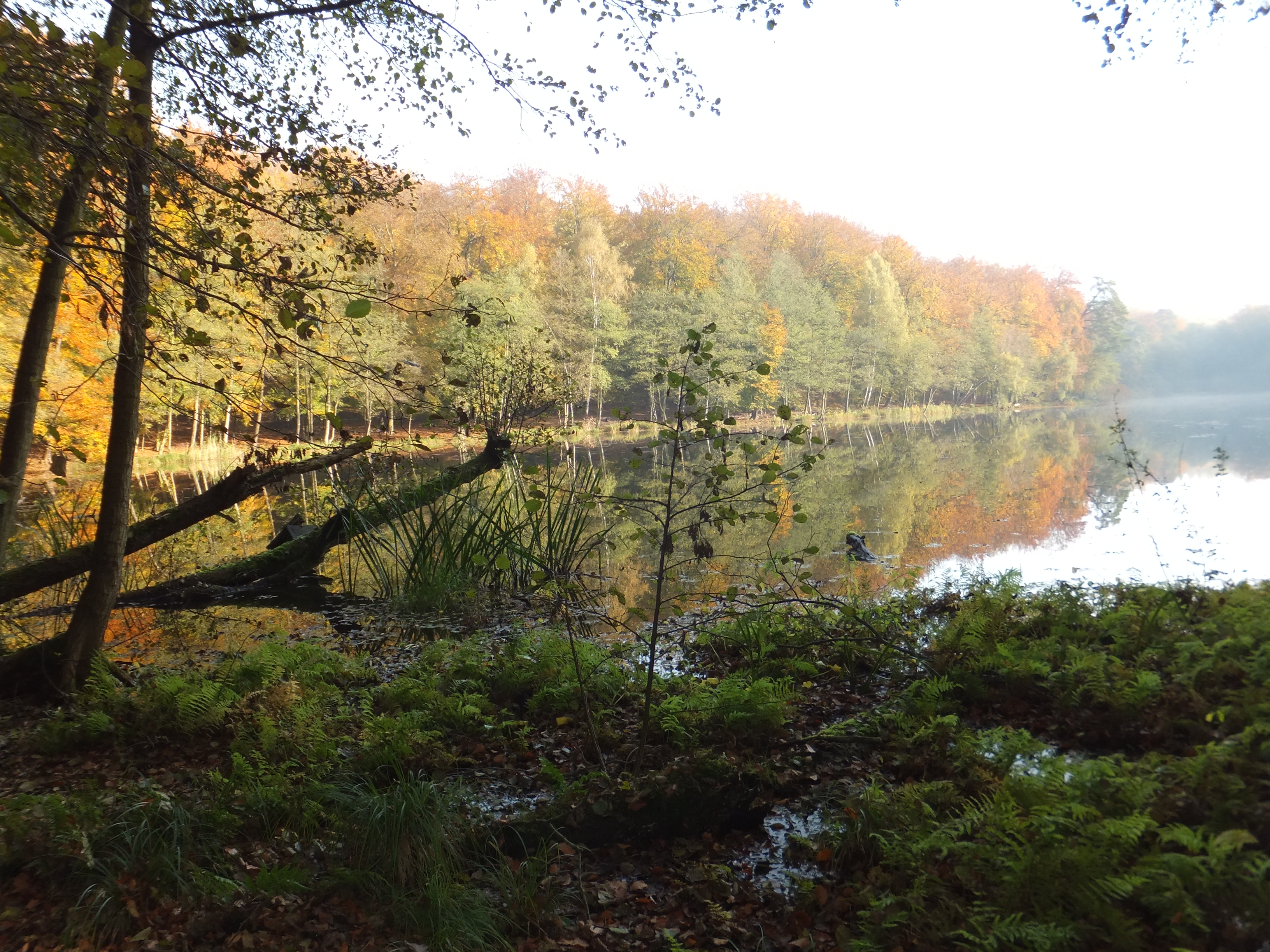

52°44′59.99″N 13°30′1.13″E / 52.7499972°N 13.5003139°E
雷根博根湖（德語：Regenbogensee），是德國的湖泊，位於該國西南部，由勃蘭登堡州負責管轄，處於萬德利茨，長0.3公里、寬0.1公里，面積0.03平方公里，平均水深2.5米，最大水深10米。